# Sabine Rollberg

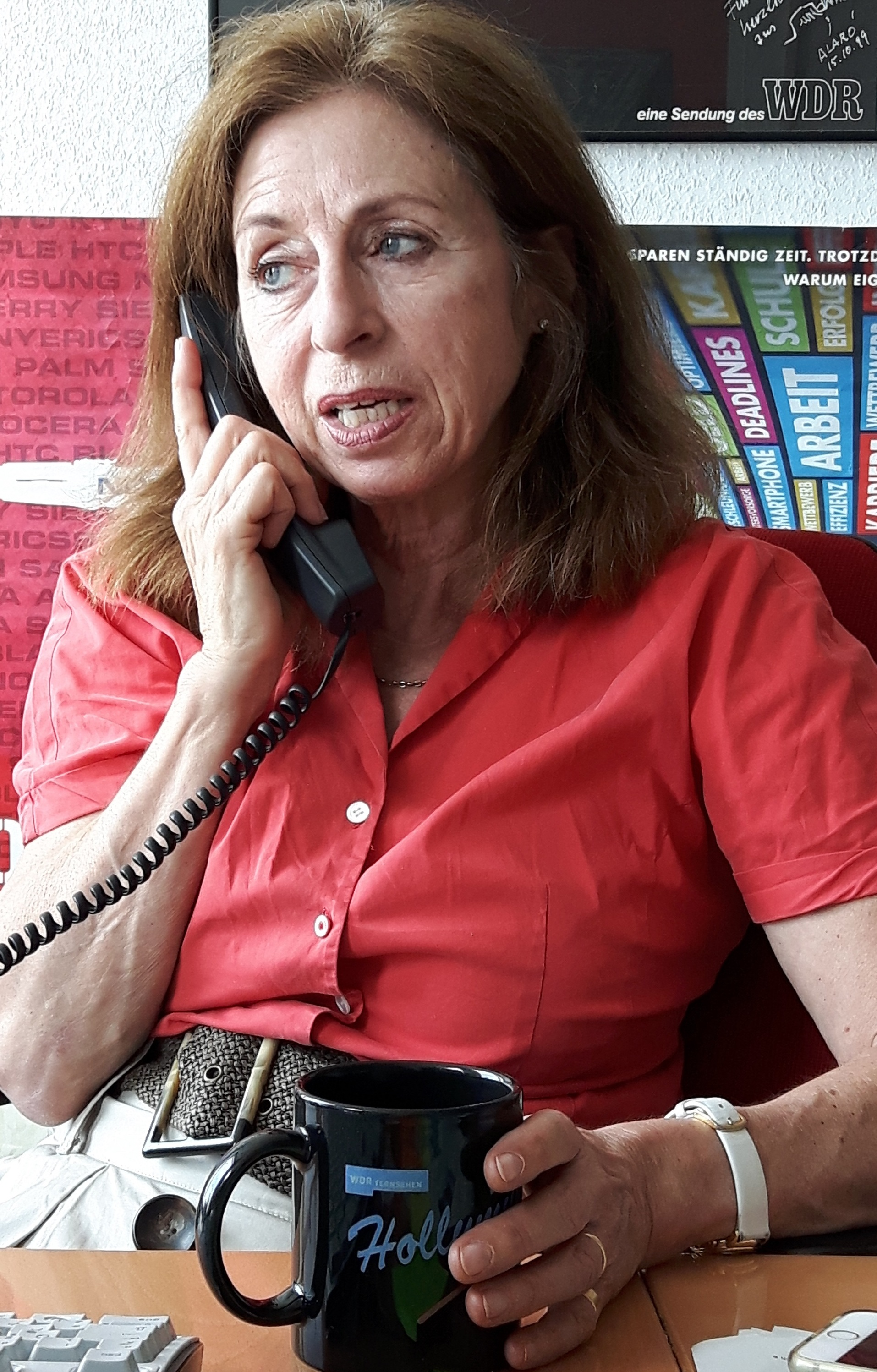
Sabine Rollberg (2016)

Sabine Rollberg (* 9. August 1953 in Freiburg im Breisgau) ist eine deutsche Professorin für künstlerische Fernsehformate, Film und Fernsehen sowie ehemalige Arte-Beauftragte und Redaktionsleiterin der Arte-Redaktion im WDR. Sie entwickelte und betreute unterschiedliche Fernsehprogramme und wurde als Filmredakteurin auch im Bereich Dokumentarfilm bekannt. Von September 2008 bis April 2019 lehrte sie an der Kunsthochschule für Medien Köln. Im Jahr 2014 berief die Albert-Ludwigs-Universität Freiburg die Grimme-Preisträgerin in den Beirat der Universität und das Freiburger University College.

## Leben und Studium
Sabine Rollberg wuchs in einem künstlerischen Elternhaus in Freiburg auf, als Tochter des Schauspielers Will Rollberg (1916–2009) und der Solotänzerin Gyp Schlicht Rollberg, geborene Gerda Ursula Elisabeth Schlicht (1917–2014). Als Kind spielte sie Theater: von 1959 bis 1969 in allen Weihnachtsmärchen am Theater Freiburg, später in größeren Rollen am Wallgraben-Theater. Während ihrer Schulzeit war sie auch als Sprecherin beim Schulfunk und Hörspiel im Südwestfunk, Landesstudio Freiburg und als freie Mitarbeiterin bei der Badischen Zeitung tätig.
Nach dem Abitur am Freiburger Berthold-Gymnasium studierte sie Germanistik, Geschichte und Politikwissenschaften an der Freiburger Albert-Ludwigs-Universität (1973–1974 und 1976–1980) und an der Rheinischen Friedrich-Wilhelms-Universität Bonn (1974–1976). Mit ihrer Arbeit Von der Wiederauferstehung des deutschen Geistes. Eine Analyse des Feuilletons der Neuen Zeitung 1945–1949 promovierte sie 1980 zum Dr. phil.
Von 1980 bis 1982 absolvierte sie ein Volontariat beim Westdeutschen Rundfunk (WDR).
Rollberg hat eine Tochter und lebt in Freiburg.

## Fernsehredakteurin
Seit 1982 arbeitete Sabine Rollberg als Redakteurin für unterschiedliche Programmgruppen im Bereich Fernsehen des WDR. Sie war bis 1984 in der Programmgruppe Ausland verantwortlich für den Weltspiegel, den ARD-Brennpunkt, für Konzept und Redaktion von Kulturweltspiegel und Kinderweltspiegel und moderierte die Auslandsshow Treffpunkt Dritte Welt.
Von 1984 bis 1986 zeichnete sie als Redakteurin im Programmbereich Kultur und Wissenschaft verantwortlich für den Kulturweltspiegel, Pacz & Co, aktuelle Kulturberichterstattung und große Live-Revuesendungen wie Mai-Revue, Alle Jahre wieder, Vatertagsrevue, Silvesterrevue. Außerdem moderierte sie die Talkshow Leute des Senders Freies Berlin (SFB), übertragen aus dem Café Kranzler in Berlin.
Von 1989 bis 1994 ging sie als ARD-Korrespondentin ins ARD-Auslandsstudio Paris.
2001 unterlag sie dem SPD-Politiker Erik Bettermann bei der Intendantenwahl der Deutschen Welle mit 7 zu 10 Stimmen.

## Arte-Chefredaktion
Beim 1991 gegründeten deutsch-französischen Fernsehkanal Arte übernahm sie von 1994 bis 1997 die Leitung der Chefredaktion in der Straßburger Zentrale. Unter ihrer Federführung entstand unter anderem das neue Live-Nachrichtenmagazin 7 1/2. Ihr Ziel war Meinungspluralität und -Bildung in einem gemeinsamen Europa: „Wir sind ja nicht nur ein Kulturkanal. Unser zweites Standbein und unser zweites großes Anliegen ist Europa.(…) Unser Haus ist heute Europa. Unsere Sendung liegt leider nicht im Trend, denn in allen Ländern ist eine Tendenz hin zum nationalen Egoismus festzustellen. Internationales wird leider weniger geschätzt, aber wir schwimmen bewusst gegen den Strom, weil uns Europa am Herzen liegt.“
1999 kehrte sie nach zwei Jahren Mutterschaftsurlaub in Moskau als Arte-Beauftragte des WDR und Leiterin der Redaktion ARTE/3Sat im WDR nach Köln zurück. Von Oktober 2005 bis Ende 2008 leitete sie die Abteilung Programmgruppe Kulturkanäle im WDR und baute den Fernsehsender Einsfestival mit auf. Von 2008 bis 2018 war sie Redaktionsleiterin WDR/ARTE.

## Hochschulprofessorin
Von September 2008 bis April 2019 hatte sie eine Professur an der Kunsthochschule für Medien Köln.
Als Gastprofessorin referierte sie 2015 zum Beispiel an der Hochschule für angewandte Wissenschaften München in der Ringvorlesungsreihe „Gesellschaftliche Innovation“ zum Thema „Die Zukunft des Dokumentarfilms in einer sich wandelnden Medienlandschaft“.
Seit 2014 zählt sie zum Universitätsrat der Universität Freiburg und seit 2009 ist sie beratende Expertin für Eurodoc.
Rollberg setzt sich für „Freiräume im Formatfernsehen“ ein, bei Dokumentarfilmfestivals hält sie Plädoyers für die Bedeutung des Genres Dokumentarfilm. Die Arbeitsgemeinschaft Dokumentarfilm würdigte sie im Herbst 2009 mit dem Preis Dickes Fell.

## Auszeichnungen
Sehr viele Filme, die Sabine Rollberg betreut hat, wurden mit nationalen und internationalen Preisen ausgezeichnet; diese reichen vom Deutschen Filmpreis LOLA, früher Bundesfilmpreis, über den Adolf-Grimme-Preis, den Europäischen Filmpreis, den Prix Italia und den Golden Gate Award, (San Francisco) zu Menschenrechtspreisen (Lost Children 2005, Jagd nach Gerechtigkeit 2007 und The Green Wave/Iran Elections 2009) bis hin zum Journalistenpreis für Halbmond über Köln 2012.
Einige prämierte Filme in Auswahl:
- The Jazzman from the Gulag, Prix Italia und Emmy Award 1999
- Rivers and Tides – Andy Goldsworthy Working With Time / Im Fluss der Zeit, Bundesfilmpreis 2003 und Golden Gate Award 2001
- Bellaria – So lange wir leben!, Prix Europa 2002 und The Silver Plaque For Best Documentary, Chicago International Filmfestival 2002
- Darwin’s Nightmare, Europäischer Filmpreis 2004, Oscarnominierung
- Lost Children, Deutscher Filmpreis LOLA 2006, Bester Dokumentarfilm
- Losers and Winners, Adolf-Grimme-Preis 2009[14]
- Tanzträume – Jugendliche tanzen KONTAKTHOF von Pina Bausch, Preis für den besten Dokumentarfilm auf dem Cinedans-Filmfestival 2010 Amsterdam[15]
- Burma VJ, Grand Prix FIFDH 2010, Festival du Film International sur les Droits Humains, Genf und Grand Prix, International Human Rights Film Festival, Paris, Oscarnominierung
- The Green Wave, Adolf-Grimme-Preis 2010 in der Kategorie Kultur und Information[16]
- Gerhard Richter – Painting, Deutscher Filmpreis LOLA 2012, Bester Dokumentarfilm
- Miles & War, Best Documentary Feature, Berlin 2014, Gold Plaque Television Awards 2014, Chicago International Film Festival
- Camp 14 – Total Control Zone, Grimmepreis 2015, Grand Prix FIFDH du meilleur documentaire de création, FIFDH Genf 2013, Eurodok Award 2013, Oslo
- Vita Activa: The Spirit auf Hannah Arendt, Documentary Film Award, Santa Barbara International Film Festival 2016
- Göttliche Lage, Grimmepreis 2016[17]
- The Other Side of Everything, Hauptpreis auf dem Internationalen Wettbewerb der IDFA, Amsterdam 2017[18]

## Presse
- Elke Stein: Arte-Chefredakteurin Sabine Rollberg über das neue Nachrichtenmagazin 7 1/2: "Unser Haus heißt Europa". In: Berliner Zeitung, 29. Januar 1996[19]
- Joachim Huber: Sabine Rollbergs Kampf für den Dokumentarfilm. In: Tagesspiegel, Potsdamer Neueste Nachrichten, 29. Oktober 2009[20]
- Hanna Obert: Erinnern, Vergessen oder Handeln: Menschenrechte im Fernsehen. In: WWW.menschenrechte-koeln.de[21]
- Universität Freiburg: Universitätsrat hat drei neue externe Mitglieder. In: Badische Zeitung. o. D.[22]
- Bülend Ürük: Fernsehjournalistin Sabine Rollberg: Hochschule beruft WDR-Journalistin in Universitätsrat. In: kressnews, 30. Juli 2015[23]
- Philipp Jedicke: ARTE: das deutsch-französische Abenteuer. In: Deutsche Welle online, 29. April 2016[24]